# رنلي باراثيون
رينلي براثيون (بالإنجليزية:  Renly Baratheon)‏ هو شخصية خيالية في سلسلة الفنتازيا الملحمية أغنية الجليد والنار من ابتكار جورج ر. ر. مارتن. وظهر في المسلسل التلفزيوني صراع العروش. هو الابن الثالث لستيفون براثيون، لورد ستورمز إند، وزوجته ليدي كاسانا إيسترمونت، وشقيقاه هما الملك روبرت وستانيس. ظهر للمرة الأولى في سنة 1996 في لعبة العروش وظهر في صدام الملوك في سنة 1998 وعاصفة السيوف (2000) ورقصة مع التنانين (2011). أدى غيثين أنتوني دور الشخصية في المسلسل الذي أنتجته إتش بي أو.